# ماتیاش راکوشی
ماتیاش راکوشی (مجاری: Rákosi Mátyás; زاده ۹ مارس ۱۸۹۲ – درگذشته ۵ فوریه ۱۹۷۱) سیاست‌مدار کمونیست مجار بود. او در سالهای ‎۱۹۴۵–۱۹۵۶ به عنوان دبیرکل حزب کمونیست مجارستان و پس از آن حزب کارگران مجارستان در قدرت بود و مدت کوتاهی، در ‎۱۹۵۲–۱۹۵۳ سمت نخست‌وزیری جمهوری خلق مجارستان را نیز عهده‌دار بود. راکوشی معروف به «بهترین شاگرد استالین»، برای اولین بار اصطلاح تاکتیک سالامی را پس از پبروزی کامل بر احزاب غیر کمونیستی به معنای حذف لایه لایهٔ دشمنان همچون بریدن لایه لایهٔ سالامی به کار برد.

## زمینه خانوادگی

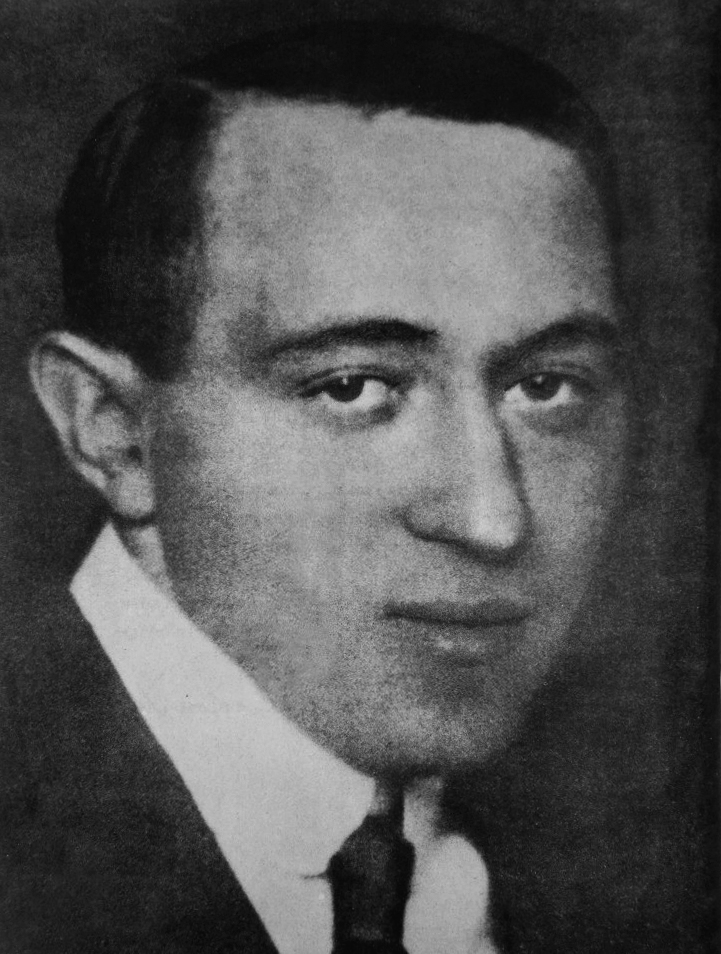
راکوشی- ۱۹۱۹

او با نام ماتیاش روزنفِلد در شهر آدا از امپراتوری اتریش - مجارستان (در صربستان کنونی) در خانواده‌ای پرجمعیت، از پدر و مادری یهودی به دنیا آمد. به غیر از خودش دوازده خواهر و برادر داشت که فقط ده نفرشان به سن بزرگسالی رسیدند. از میان آنها تنها فرنتس راکوشی برادر جوانتر به نقش برجسته‌ای در سیاست دست پیدا کرده و در زمان قدرت برادرش مدیر کل «کارخانهٔ آهنگری و فولاد سازی ماتیاش راکوشی» بود. پدربزرگ پدری راکوشی در انقلاب ۱۸۴۸ شرکت جسته و پس از شکست انقلاب مجبور به فرار از روستا شده بود. پدرش یوژف روزنفِلد حامی سرسخت حزب استقلال و ۴۸ (مخالفان مصالحه با اتریش و ضد حزب لیبرال) بود که به این جهت در روستا به او «کُشوتِ جهودها» می‌گفتند. روزنفِلد نام خانوادگی‌اش را در سال ۱۹۰۴ به راکوشی تغییر داد. مذهب نقشی در پرورش راکوشی نداشت و علی‌رغم وضع نامناسب اقتصادی، راکوشی تحصیلات خود را در دبیرستان با معدل عالی به پایان برد و سال ۱۹۱۰ در بوداپست وارد دانشگاه آکادمی شرقی تجارت شد.

## ورود به سیاست

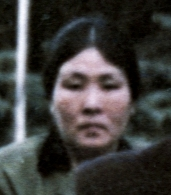
فِنیا کورنیلووا، همسر راکوشی

در زمان دانشجویی او به حلقه گالیله که کلوپ دانشجویان ماتریالیست-آتئیست رادیکال در بوداپست بود، پیوست و به عنوان یک سوسیالیست تعلیم دیده و متعهد در ۱۹۱۲ از بوداپست بازگشت. او در جنگ جهانی اول در ارتش اتریش-مجارستان جنگید و در طی مدت اسارت در سیبری، فرار از زندان و همزمان با انقلاب روسیه، تمایلات بلشویکی پیدا کرد. پس از بازگشت به مجارستان، در زمرهٔ اولین اعضای حزب کمونیست مجارستان در نوامبر ۱۹۱۸ و پس از آن از مارس تا اوت ۱۹۱۹ در دولت بلا کون شرکت کرد و بعد از سقوط دولت به وین گریخت. او با حمایت بلا کون به شوروی رفته و با لنین دیدار کرد که راه پیشرفت حرفه‌ای را در سالهای آتی برایش باز کرد. از ۱۹۲۰ تا سال ۱۹۲۴ که غیرقانونی به مجارستان بازگشت در چندین جنبش کمونیستی از طرف کمینترن در نقاط مختلف اروپای مرکزی و شرقی شرکت کرده بود، او در سال ۱۹۲۵ در بوداپست زندانی شد و محاکمه‌اش شهرت جهانی به همراه داشت تا جایی که به او لقب «دیمیتروف مجارستان» دادند. او پس از پانزده سال با پرچمهایی که تزار در جریان انقلاب ۱۸۴۸ مجارستان به دست آورده بود معاوضه و در ۱۹۴۰ به شوروی فرستاده شد.
در بازگشت به شوروی او مورد استقبال گرم استالین قرار گرفت. در همین ایام نیز با وکیل مطلقه‌ای از تبار یاقوتی به نام فِنیا فیودورووْنا کورنیلووا ازدواج کرد.

## رهبری تا بازنشستگی اجباری
از آنجا که در مجارستان بین دو جنگ فعالیتهای کمونیستی ممنوع بود، بسیاری از کمونیستها به شوروی گریخته و حتی به شهروندی این کشور درآمدند، آنها تعلیمات ایدئولوژیکی دیده و مشتاق اتخاذ نسخهٔ انقلاب لنین و استالین برای مجارستان بودند. وقتی در انتهای جنگ با ارتش سرخ به مجارستان بازگشتند، تعداد اعضای حزب از حدوداً ۳٬۰۰۰ در نوامبر ۱۹۴۴، به ۵۰۰٬۰۰۰ در اکتبر ۱۹۴۵ نفر افزایش یافت. آنها در ابتدا از ایجاد یک دولت ائتلافی دموکراتیک حمایت می‌کردند ولی پیش از این به رده‌های بالای دولت نفوذ کرده‌بودند. مقامات شوروی، راکوشی را برای سازماندهی حزب کمونیست مجارستان مأمور کردند و او در ۳۰ ژانویه ۱۹۴۵ با قطار وارد دبرتسن شد. هنگامیکه در ۳۱ ژانویه ۱۹۴۶ مجارستان به یک جمهوری تبدیل گشت، راکوشی، معاون نخست‌وزیر معرفی شد و لاسلو رایک، رفیق دوران مسکویِ او وزارت کشور را تصاحب کرد و با این پست عملاً پلیس، دادگاه مردم و ادارات شهرداری تحت کنترل کمونیستها قرار گرفت. حزب خرده مالکان گه یک گروه سیاسی راست میانه بر اساس ارزشهای مسیحی و نمایندهٔ خواسته‌های ملاکان کوچک بود، در نوامبر سال ۱۹۴۵ اکثریت آراء را به دست آورد ولی عملاً نتوانست جایگاه قابل توجهی در قدرت یا اکثریتِ کرسی‌های پارلمان را به‌دست‌آورد. راکوشی با اعمال تاکتیک سالامی و حمایت ارتش سرخِ همیشه حاضر، تقریباً همهٔ مخالفان را از سر راه حذف کرد. رایج‌ترین تهمت او به مخالفان سیاسی: همکاری با فاشیست‌ها یا بدعهدی با جمهوری بود. بین سالهای ‎۱۹۴۸–۱۹۵۳ تعداد کمونیستهایی که زیر تیغ اعدام رفتند حتی از دورهٔ زمامداری میکلوش هورتی، که هر فعالیت کمونیستی قدغن بود نیز پیشی گرفت. در این دوره نزدیک به ۳۵۰٬۰۰۰ نفر از حزب اخراج شدند و راکوشی و دایرهٔ نزدیکش شیوهٔ حکومت تمامیت‌خواه از نسخهٔ مارکسیسم-لنینیسم را در ادارهٔ دولتی تحمیل کرده و آن را بر تمام ابعاد فرهنگی و اجتماعی گسترش دادند.

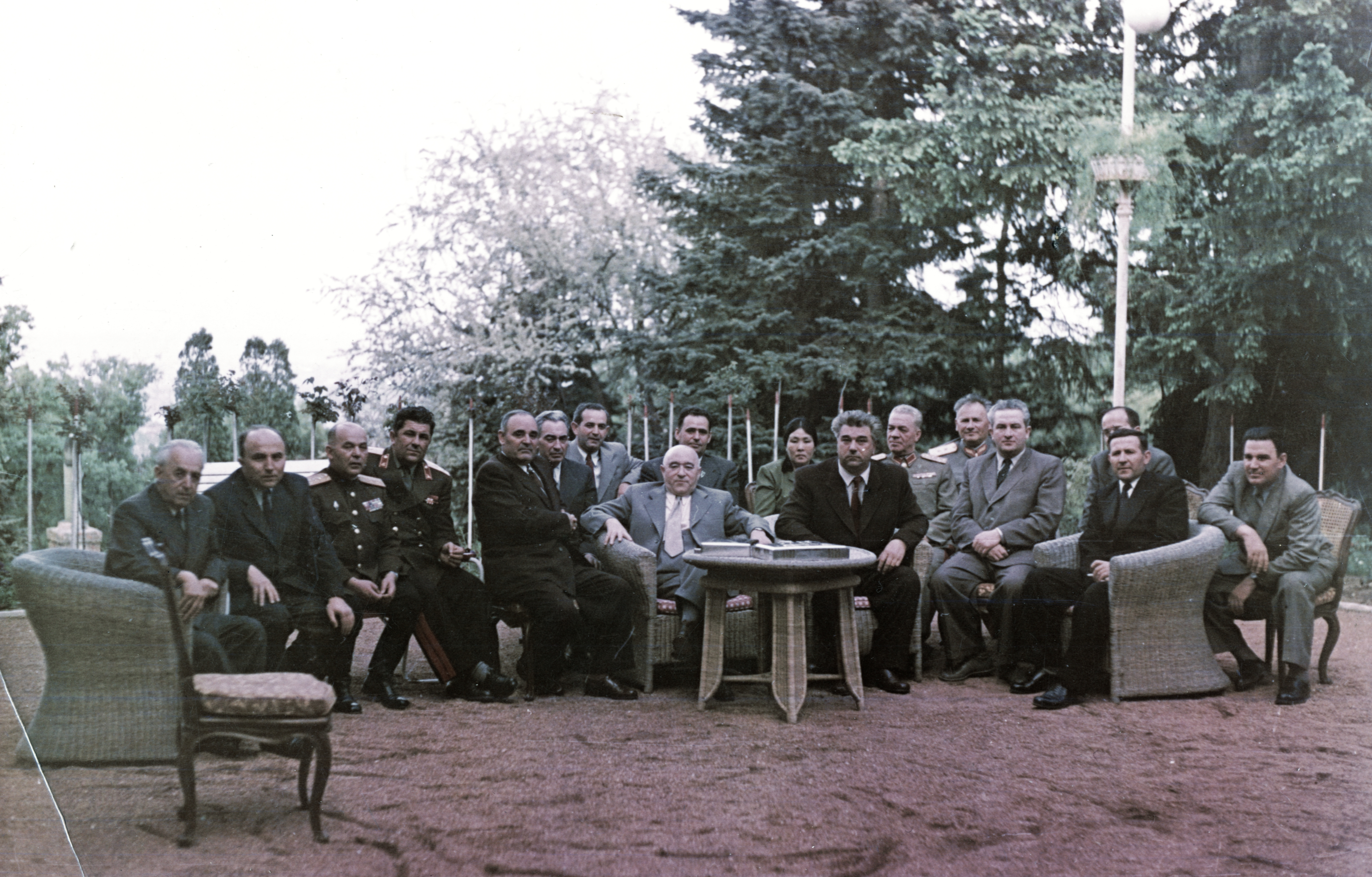
نخبگان حزب کارگران - ۱۹۵۳

شرکت در جنگ جهانی دوم صدمات گسترده و عواقب جدی اقتصادی و اجتماعی برای مجارستان به همراه داشت و بالاتر از آن موظف به پرداخت ۳۰۰ میلیون دلار به شوروی، چکسلواکی و یوگسلاوی در طول شش سال نیز شد. در چنین شرایطی کشور زیر بار برنامه‌های سنگینی برای صنعتی‌شدن رفت و اهداف غیر واقع بینانه اقتصادی در برنامهٔ پنج‌ساله در ۱۹۵۱ گذاشته شد.
در اوت ۱۹۵۲ راکوشی نخست‌وزیر شد ولی در ژوئن ۱۹۵۳ مدت کمی پس از مرگ استالین به نفع ایمره نادْیْ که سیاستهای ملایمتری داشت، کنار رفت. اما همچنان رئیس حزب باقی ماند تا اینکه در مارس ۱۹۵۵، توانست کرملین را متقاعد به اعمال مجدد سیاستهای استالینیستی کند و ایمره نادی از حزب اخراج و از پست نخست‌وزیری منفصل شد.

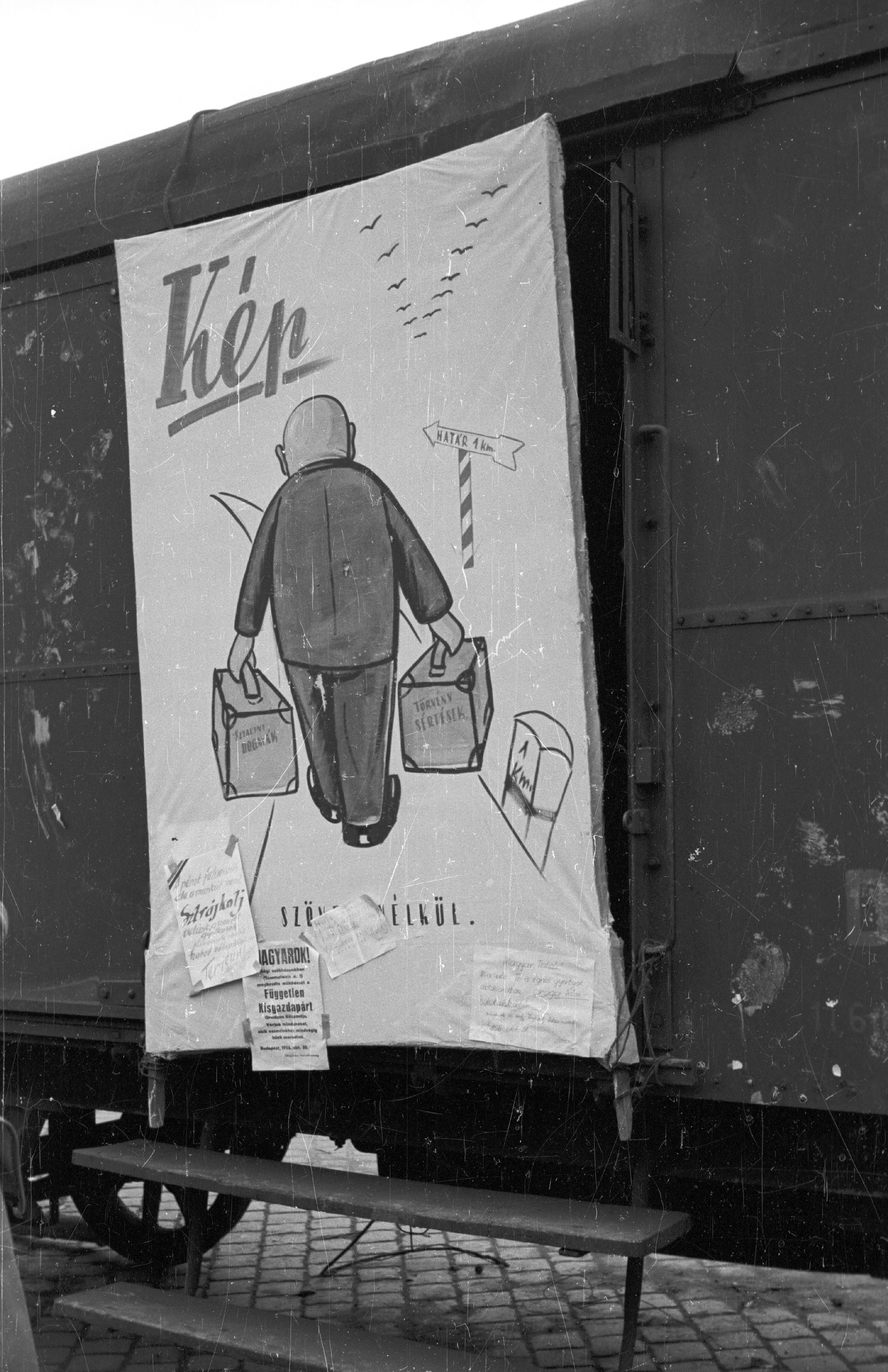
کاریکاتور راکوشی روی یک واگن در هنگامهٔ انقلاب ۱۹۵۶ - بوداپست

در گزارش محرمانه خروشچف، استالین‌زدایی رسماً مطرح و مورد ارج قرار گرفت و با توجه به سیاستهای جدید بسیاری از زندانیان سیاسیِ قربانیِ استالینیسم آزاد شدند. در ژوئیه ۱۹۵۶ راکوشی از ریاست حزب برکنار شد و به بهانهٔ مداوای پزشکی به مسکو سفر کرد. به جای وی اِرنو گِرو، وابستهٔ نزدیکش عهده‌دار ریاست حزب شد.

## مرگ

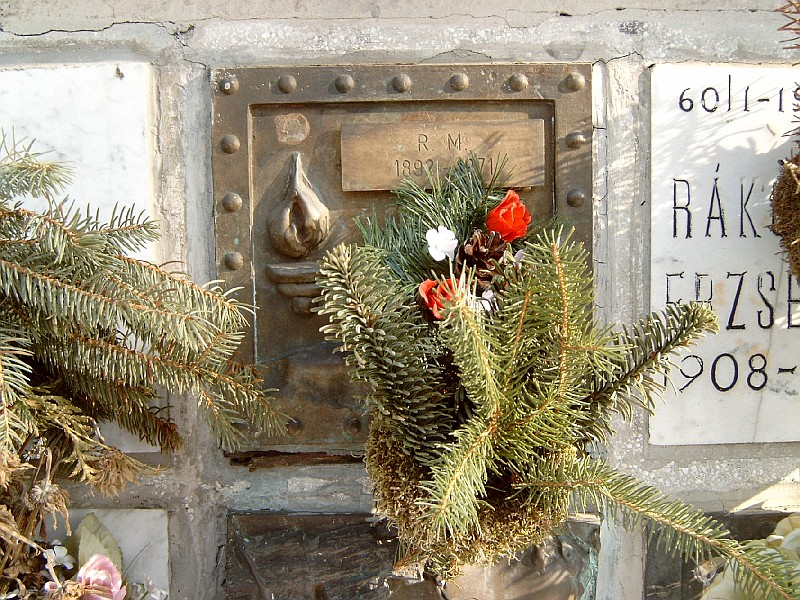
ر.م. ۱۸۹۲–۱۹۷۱ - گورستان فارکاش‌رِتی

از ژوئیه ۱۹۵۶، باقی عمر او در شوروی سپری شد. کمی پیش از مرگ در ۱۹۷۰، به شرط عدم دخالت در فعالیت‌های سیاسی به او اجازه بازگشت به مجارستان داده شد ولی نپذیرفت و سرانجام در ۱۹۷۱ در گورکی، نیژنی‌نووگورود کنونی درگذشت. پس از مرگ خاکستر او به‌طور خصوصی در گورستان فارکاش‌رِتی در بوداپست دفن شد.

## میراث
راکوشی به عنوان یکی از سرکوبگرترین رهبران دولتهای اقماری شوروی شناخته می‌شود. دورهٔ رهبری او سراسر سرکوب ترسیم شده‌است به گونه‌ای که نقدهای خصوصی از دولت تنبیه به همراه داشت و همسایه از همسایه گزارش می‌داد. او با نهادینه کردن سیاستهای استالینیستی مسبب اعدام و حبس هزاران نفر در مجارستان بوده‌است. راکوشی همچنین با برنامه‌های سنگینِ صنعتی کردنِ کشوری که به‌طور سنتی کشاورزی محسوب می‌شد تغییرات بنیادین اقتصادی و اجتماعی در مجارستان ایجاد کرد. پس از انقلاب ۱۹۵۶ که در نتیجهٔ این سیاستها به وقوع پیوست، در دوران بعدیِ رهبری، یانوش کادار با ملایمت بیشتری به اداره امور پرداخت.